# Чапультенанго (муниципалитет)
Чапультенанго (исп. Chapultenango) — муниципалитет в Мексике, штат Чьяпас, с административным центром в одноимённом городе. Численность населения, по данным переписи 2020 года, составила 7472 человека.

## Общие сведения
Название Chapultenango с языка науатль можно перевести как укрепление кузнечиков.
Площадь муниципалитета равна 181,4 км², что составляет 0,2 % от площади штата, а наиболее высоко расположенное поселение Сан-Мигель-Буэнависта, находится на высоте 1591 метр.
Он граничит с другими муниципалитетами Чьяпаса: на севере с Пичукалько и Истакомитаном, на востоке с Солосучьяпой и Исуатаном, на юге с Пантепеком, Тапалапой и Окотепеком, и на западе с Франсиско-Леоном.
В 1982 году треть населения муниципалитета была эвакуирована, в связи с извержением вулкана Эль-Чичон.

## Учреждение и состав
Муниципалитет был образован 23 февраля 1944 года, по данным 2020 года в его состав входит 32 населённых пункта, самые крупные из которых:
| Код INEGI                  | Населённый пункт                                                                            | Численность населения (2005 год) | Численность населения (2010 год) | Численность населения (2020 год) |
| -------------------------- | ------------------------------------------------------------------------------------------- | -------------------------------- | -------------------------------- | -------------------------------- |
| 025                        | Всего                                                                                       | 7124                             | 7332                             | 7472                             |
| 0001                       | Чапультенанго (исп. Chapultenango) 17°20′25″ с. ш. 93°07′48″ з. д. (административный центр) | 3019                             | 3129                             | 3498                             |
| 0007                       | Рио-Негро (исп. Río Negro) 17°20′01″ с. ш. 93°06′01″ з. д.                                  | 657                              | 684                              | 560                              |
| 0003                       | Гуадалупе-Виктория (исп. Guadalupe Victoria) 17°19′19″ с. ш. 93°09′38″ з. д.                | 544                              | 554                              | 521                              |
| 0032                       | Буэнос-Айрес (исп. Buenos Aires) 17°19′35″ с. ш. 93°05′25″ з. д.                            | 411                              | 311                              | 424                              |
| 0009                       | Сан-Антонио-Акамбак (исп. San Antonio Acambac) 17°18′56″ с. ш. 93°08′08″ з. д.              | 423                              | 410                              | 360                              |
| 0026                       | Сан-Мигель-Буэнависта (исп. San Miguel Buenavista) 17°19′18″ с. ш. 93°02′58″ з. д.          | 257                              | 305                              | 349                              |
| 0002                       | Кармен-Тонапак (исп. Carmen Tonapac) 17°18′29″ с. ш. 93°10′51″ з. д.                        | 310                              | 313                              | 304                              |
| —                          | Прочие                                                                                      | 3182                             | 3176                             | 3246                             |
| Названия на карте Генштаба |                                                                                             |                                  |                                  |                                  |

## Экономическая деятельность
По статистическим данным 2000 года, работоспособное население занято по секторам экономики в следующих пропорциях:
- сельское хозяйство, скотоводство и рыбная ловля — 77,8 %;
- промышленность и строительство — 4,1 %;
- торговля, сферы услуг и туризма — 17,4 %;
- безработные — 0,7 %.

### Сельское хозяйство
Основная выращиваемая культура — кофе, кукуруза, бобы, маниока и тыква.

### Животноводство
В муниципалитете разводится крупный рогатый скот, свиньи, лошади, козы и птицы.

## Инфраструктура
По статистическим данным 2020 года, инфраструктура развита следующим образом:
- электрификация: 95,9 %;
- водоснабжение: 74,1 %;
- водоотведение: 94,2 %.

## Туризм
Основные достопримечательностями:
- Церковь Успения, построенная в XVI веке;
- Пейзажи природных заповедников, рек, а также кратер вулкана Эль-Чичон.